# Peter Degadt
Peter Degadt (Kortrijk, 29 januari 1954) was van 2007 tot 18 januari 2018 gedelegeerd bestuurder van Zorgnet-Icuro, een werkgeversfederatie en netwerkorganisatie van de algemene ziekenhuizen, voorzieningen geestelijke gezondheidszorg en ouderenzorg in Vlaanderen. Hij was voorzitter van de Federale Raad voor Ziekenhuisvoorzieningen (FRZV), lid van de Algemene Raad van het Rijksinstituut voor Ziekte-en Invaliditeitsverzekeringen (RIZIV) en lid van de Strategische Adviesraad Gezondheid, Welzijn en Gezin (Vlaamse Gemeenschap).
Van 1994 tot 2017 was hij gastdocent - voor de opleiding management en beleid in de gezondheidszorg - aan de KU Leuven. 
Na zijn middelbare studies aan het Sint-Amandscollege van Kortrijk ging hij rechten en wijsbegeerte studeren aan de Katholieke Universiteit Leuven en aan de Sorbonne Université in Parijs. Hij is de zoon van Joris Degadt (1922-2010), voormalig administrateur-generaal van het Rijksinstituut voor de Sociale Verzekeringen der Zelfstandigen (RSVZ). Peter Degadt is tevens de broer van Jan Degadt, emeritus hoogleraar aan de Katholieke Universiteit Brussel.

## Loopbaan
- Juridisch adviseur op het nationaal secretariaat voor katholiek onderwijs in 1980 en bij de ministers Gaston Geens en Daniël Coens van 1981 tot 1985.
- Later was hij kabinetschef van Daniël Coens van 1986 tot 1987 en van 1988 tot 1991.
- In 1988 was hij adjunct-kabinetschef van eerste minister Wilfried Martens en in 1985 inspecteur-generaal van het nationaal waarborgfonds voor schoolgebouwen.
- Kabinetschef van de gemeenschapsminister Wivina Demeester in 1992.
- Directeur personeelsbeleid van het Universitair Ziekenhuis Leuven van 1992 tot 1996.
- Algemeen directeur AZ Sint-Lucas Gent van 1996 tot 2007, het fusieziekenhuis dat tot stand kwam gedurende zijn bestuursperiode. In 1998 fuseerden de naast elkaar gevestigde ziekenhuizen AZ Heilige Familie en AZ Sint-Vincentius tot AZ Sint-Lucas. In 2004 voegde het nabijgelegen AZ Volkskliniek zich daarbij aan.
- Gedelegeerd bestuurder Zorgnet-Icuro van 2007-januari 2018. Gedurende zijn bestuursperiode bundelden de vroegere koepels in de zorgsector (Verbond der Verzorgingsinstellingen (VVI), later Zorgnet Vlaanderen, en het Verbond Openbare Verzorgingsinstellingen (VOV), later Icuro, de krachten en groepeerden zich tot het huidige Zorgnet-Icuro.
- Gepensioneerd vanaf 2018 tot heden

## Deelname beleid
Sinds 2018 is Peter Degadt voorzitter van het AZ Damiaan in Oostende, van het AZ Heilg Hart te Lier en van het Dienstverleningscentrum H.Hart voor Personen met een Beperking te Deinze. Hij is ondervoorzitter van Kliniek Sint-Jan/Clinique Saint Jean te Brussel en lid van de raad van bestuur van de GZA (Gasthuiszusters Antwerpen).